# Chris Le Bihan
Chris Le Bihan, né le 27 mai 1977 à Grande Prairie, est un bobeur canadien.

## Palmarès

### Jeux Olympiques
- : médaillé de bronze en bob à 4 aux JO 2010.